# Bitwa morska pod Kentish Knock

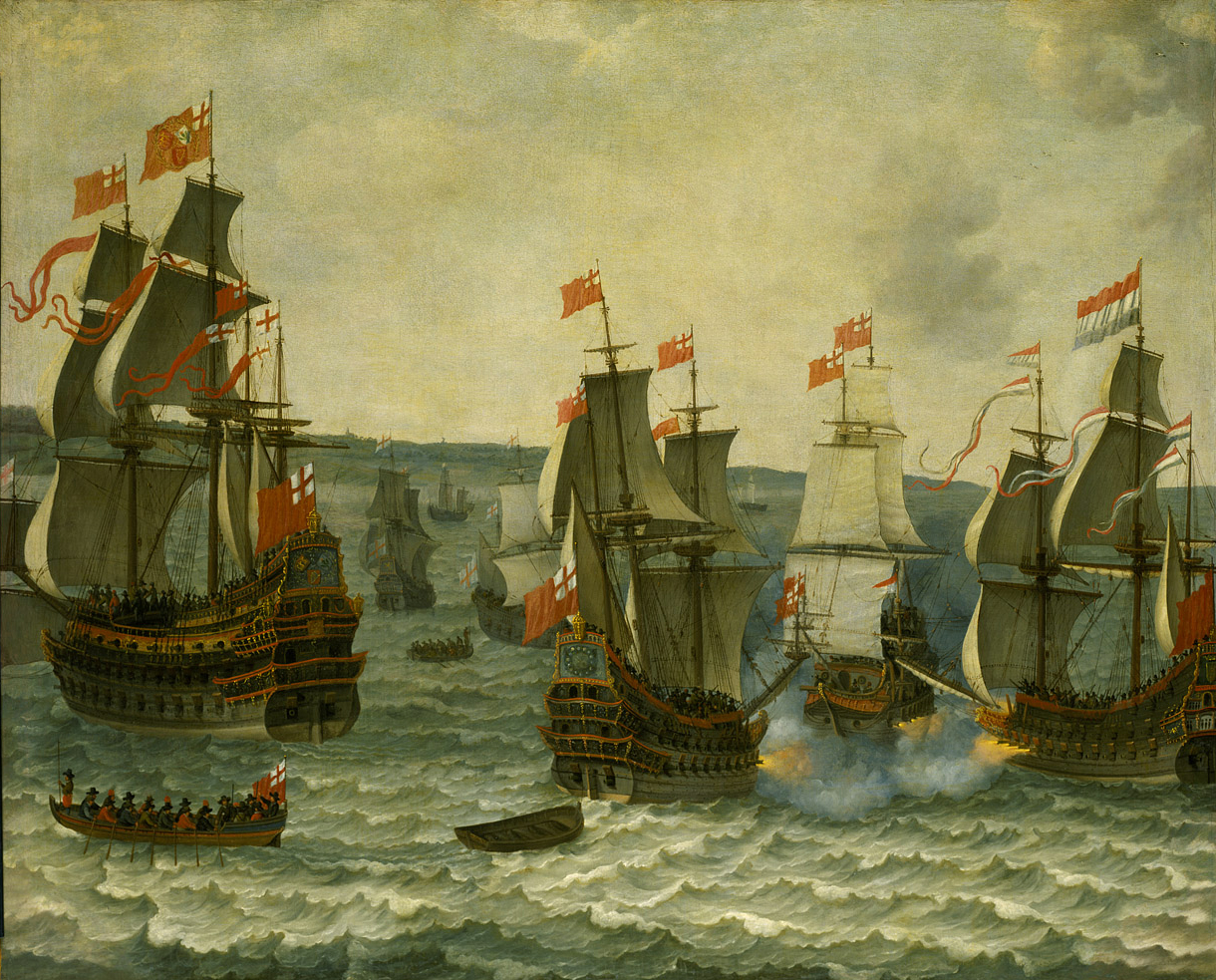
Jedna z bitew I wojny angielsko-holenderskiej

Bitwa morska pod Kentish Knock – starcie zbrojne, które miało miejsce 8 października 1652 podczas wojny angielsko-holenderskiej (1652–1654).
Bitwa została stoczona w pobliżu płycizny zwanej Kentish Knock na Morzu Północnym około 30 km od ujścia Tamizy.
Holenderski admirał-porucznik Maarten Tromp został zawieszony po swym niepowodzeniu w realizacji planu doprowadzenia w sierpniu Anglików do bitwy około Szetlandów. Został zastąpiony przez wiceadmirała Witte de Witha, który dostrzegł możliwość koncentracji swych sił i zdobycia kontroli na morzu. Dnia 5 października 1652 ruszył do ataku przeciwko flocie angielskiej zakotwiczonej w Downs koło Dover, jednak wiatr był niepomyślny.
Gdy floty w końcu spotkały się 8 października, Holendrzy mieli 57 okrętów, a Anglicy 68 okrętów pod wodzą Roberta Blake'a. Przed bitwą De With chciał przenieść swą flagę na okręt Brederode, okręt flagowy Trompa, jednak załoga Trompa nie pozwoliła na to. Komodor Zelandii Cornelis Evertsen próbował negocjować, lecz bez powodzenia. De With był zmuszony wywiesić swą flagę na okręcie Prins Willem, gdzie okazało się, że większość załogi jest kompletnie pijana.
Walka zaczęła się około 17:00, gdy Blake na okręcie Sovereign zaatakował Holendrów. Angielskie okręty były większe i lepiej uzbrojone niż ich przeciwnicy i około 19:00 jeden holenderski okręt został zdobyty, inny zatopiony. Następnego dnia, wczesnym rankiem, około 15 holenderskich okrętów, przeważnie dowodzonych przez kapitanów Zelandii, którzy byli obrażeni dominacją Holandii i bardzo nie lubili De Witha, odłączyło się od bitwy i po prostu pożeglowało sobie do domu. Sytuacja stała się beznadziejna dla Holendrów, którzy teraz mieli 42 okręty. Jednak De With nie rezygnował i chciał kontynuować walkę. Jednak de Ruyter i Evertsen przekonali de Witha, by zrezygnował i flota holenderska wycofała się. Blake podążył za Holendrami. De With i de Ruyter sprawnie osłaniali odwrót z pomocą tuzina okrętów, dzięki czemu flota holenderska nie straciła już więcej jednostek, chociaż było wiele ofiar.
Holendrzy przekonali się podczas tej bitwy, że będą potrzebowali większych jednostek by móc podjąć walkę z Anglikami i rozpoczęli szeroko zakrojony program budowy okrętów. Nie doszedł on jednak do skutku aż do drugiej wojny angielsko-holenderskiej.
Anglicy po tej bitwie uwierzyli, że Holendrzy zostali już pobici i spokojnie wysłali 20 okrętów na Morze Śródziemne. Błąd ten doprowadził do porażek w bitwach pod Dungeness i Livorno.